# 1902年香港
|        | 香港歷史 \| 香港歷史年表                                                                                                   |
| 世紀： | 19世紀香港 \| 20世紀香港 \| 21世紀香港                                                                                     |
| 年代： | 1870年代香港 \| 1880年代香港 \| 1890年代香港 \| 1900年代香港 \| 1910年代香港 \| 1920年代香港 \| 1930年代香港               |
| 年份： | 1898年香港 \| 1899年香港 \| 1900年香港 \| 1901年香港 \| 1902年香港 \| 1903年香港 \| 1904年香港 \| 1905年香港 \| 1906年香港 |
| 紀年： | 壬寅年（虎年）、香港開埠61周年                                                                                             |

## 大事記
- 1月24日，港督卜力休假離港，由加士居少將署任港督。
- 1月28日，孫中山由日本返港，因5年禁足期屆滿，港府未阻止其登岸。[1]
- 2月7日，香港電車電力有限公司於在英國倫敦成立，負責建造及營運香港電車系統。[1]
- 4月19日，尖沙咀英童學校落成啟用。
- 4月23日：
  - 輔政司駱克調任離港，由警察司梅含理出任輔政司。
  - 當局委任巴迪雷（F. Badeley）為警察司、消防隊監察兼監獄長。
- 4月：
  - 東華醫院傳染病院落成啟用。
  - 皇仁書院恢復中文班。
- 5月14日，頒佈《建築電車路線條例》。
- 5月，滙豐銀行總經理昃臣爵士退休，滙豐為答謝他多年貢獻，特別向他發放高達100,000英鎊的酬金，並且委任他為公司於倫敦的委員會主席，年薪為1,500英鎊。這些酬勞水平相等於英屬印度下，一個邦總督的薪酬。[1]
- 6月10日，頒佈新界《收復地稅條例》。
- 7月，洪全福在中環威靈頓街和記棧鮮果店（今威靈頓公爵大廈）4樓設立起義總機關。[1]
- 8月2日，颱風正面襲港成災，香港天文台嗚風槍（相當於現今發出十號颶風信號）示警，21人喪生[2]。
- 8月15日，頒佈《水務條例》。
- 9月9日，港督卜力回港復職。
- 9月15日，渣華輪船公司正式成立。
- 11月14日，香港華商公局上書殖民地部，要求在居住樓宇內安裝自來水旁喉。
- 本年：
  - 頒佈《僱工與僱主條例》。
  - 頒佈《香港教育報告書》。
  - 港督山頂別墅建成。
  - 義勇軍改組。
  - 新九龍自來水廠建成供水。
  - 羅便臣道猶太教莉亞堂落成啟用。
  - 重修位於尖沙咀的九龍清真寺。
  - 英國商人連士在調景嶺創建當時為東南亞最大的麵粉廠。[1]
  - 黑死病及登革熱盛行。[1]
  - 美國萬國寶通銀行在香港設立分行。
  - 政府財政收入為490萬，支出591萬。[1]
  - 總人口為345,631人，外國人佔18,581名。[1]

## 逝世人物
- 8月2日，黃勝（75歲），前定例局非官守議員、著名華人領袖，病逝。